# Chierry
Chierry ist eine französische Gemeinde mit 1.169 Einwohnern (Stand: 1. Januar 2022) im Département Aisne in der Region Hauts-de-France. Sie gehört zum Arrondissement Château-Thierry, zum Kanton Château-Thierry und zum Gemeindeverband Région de Château-Thierry. Die Einwohner werden Cerisiens genannt.

## Geografie
Die Gemeinde Chierry als südöstlicher Vorort der Stadt Château-Thierry liegt an der Marne, die die Gemeinde im Norden begrenzt, etwa 82 Kilometer ostnordöstlich von Paris. Nachbargemeinden von Chierry sind Brasles im Norden, Blesmes im Osten und Südosten, Nesles-la-Montagne im Süden, Étampes-sur-Marne im Südwesten und Westen sowie Château-Thierry im Westen und Nordwesten.

## Bevölkerungsentwicklung
| Jahr                       | 1962 | 1968 | 1975 | 1982 | 1990 | 1999 | 2011 | 2021 |
| Einwohner                  | 844  | 1009 | 1170 | 1117 | 1120 | 1034 | 1048 | 1157 |
| Quellen: Cassini und INSEE |      |      |      |      |      |      |      |      |

## Sehenswürdigkeiten

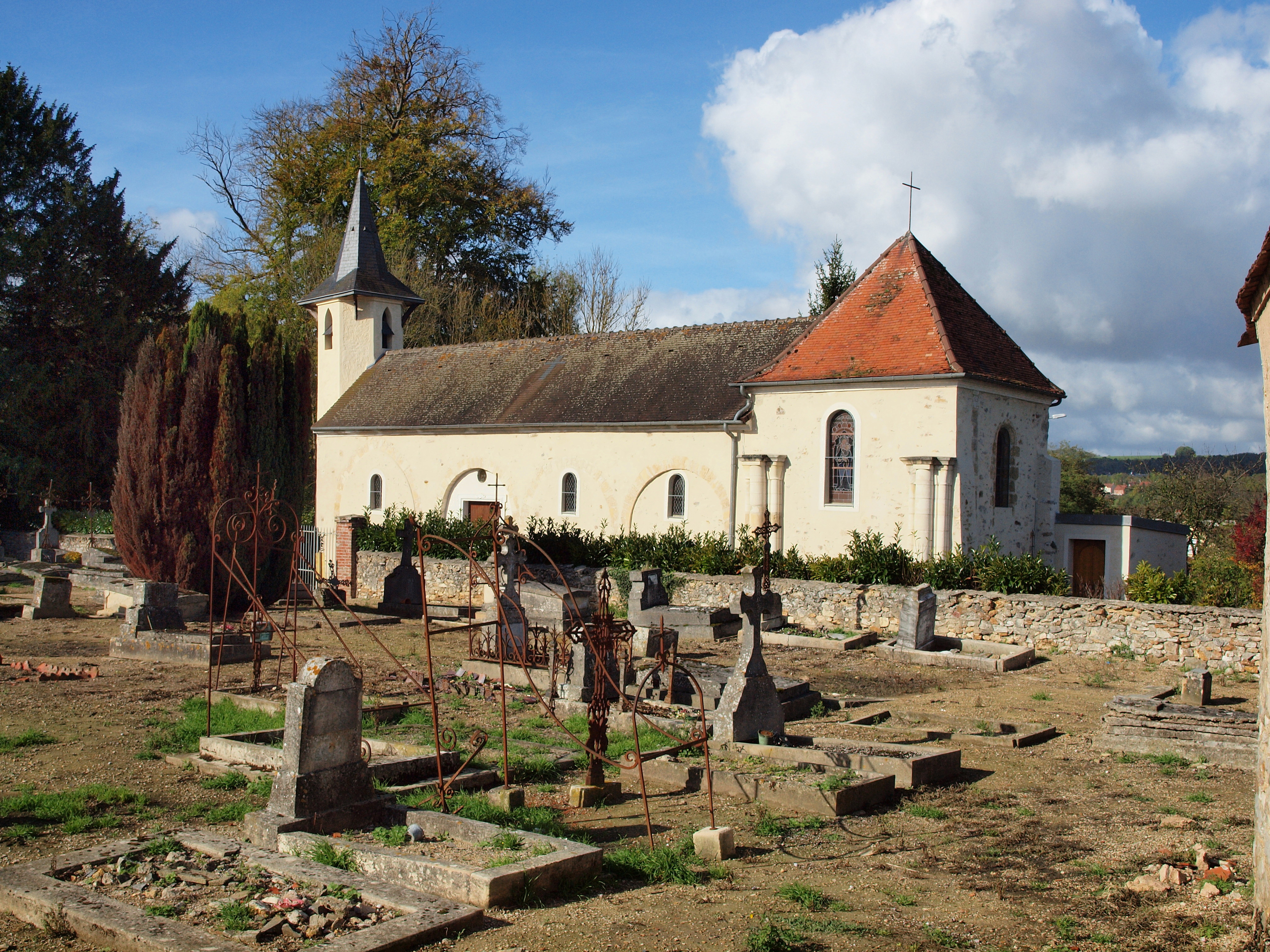
Kirche Saint-Leu
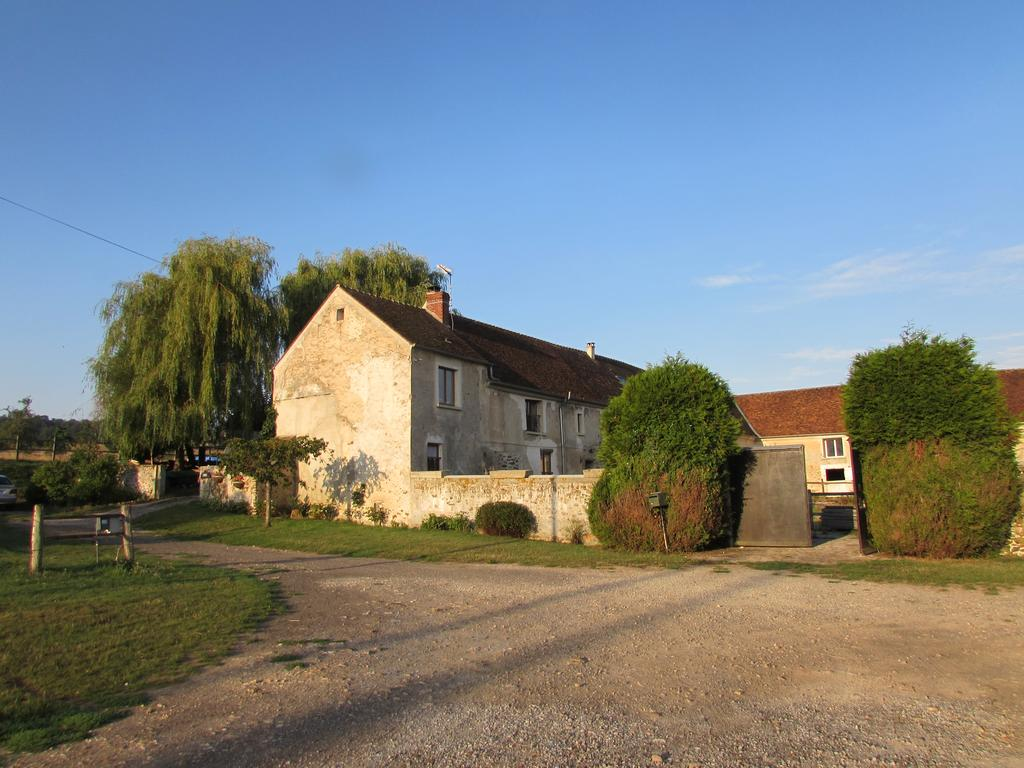
Gutshof La Tuêterie
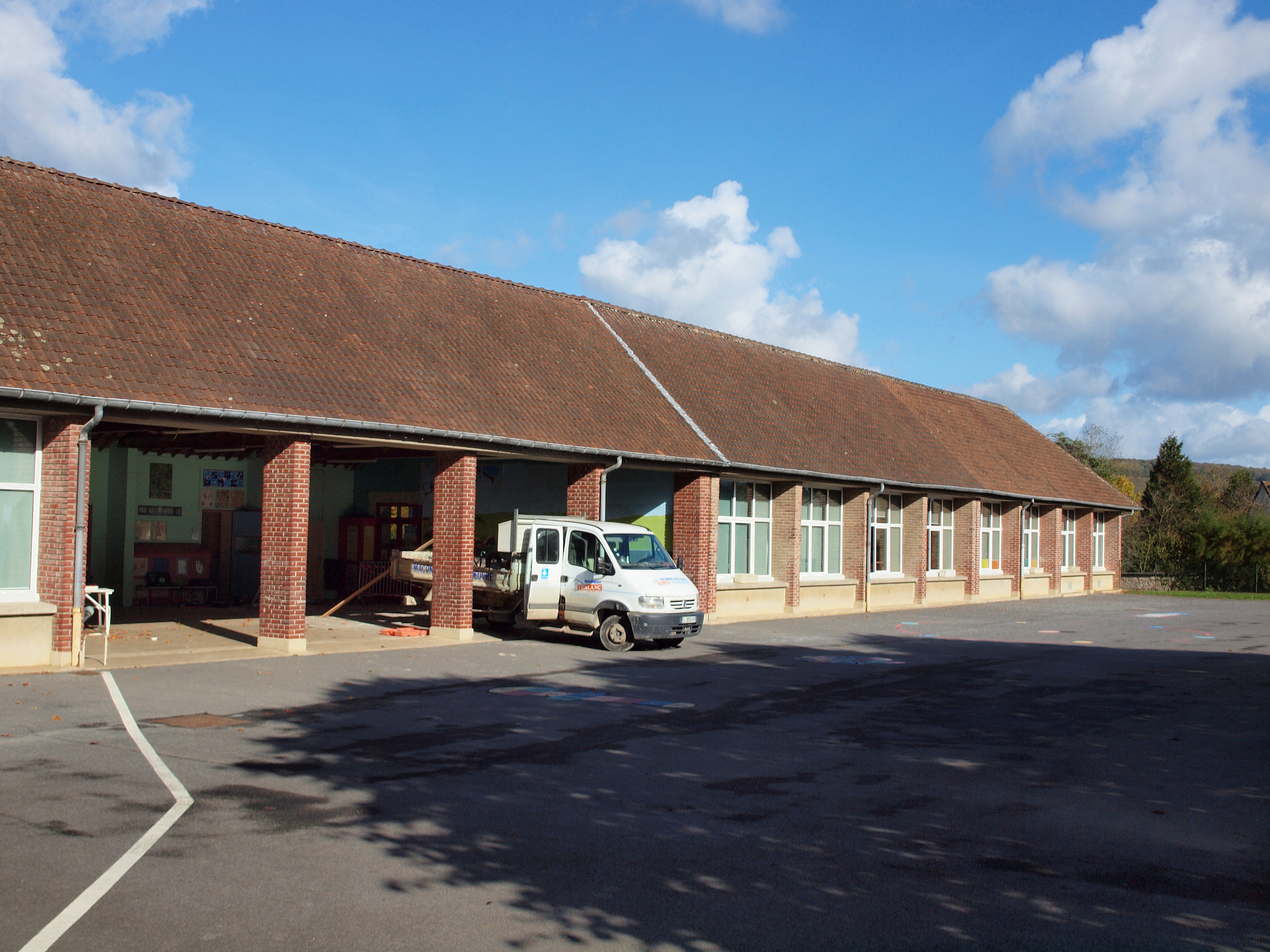
Schule
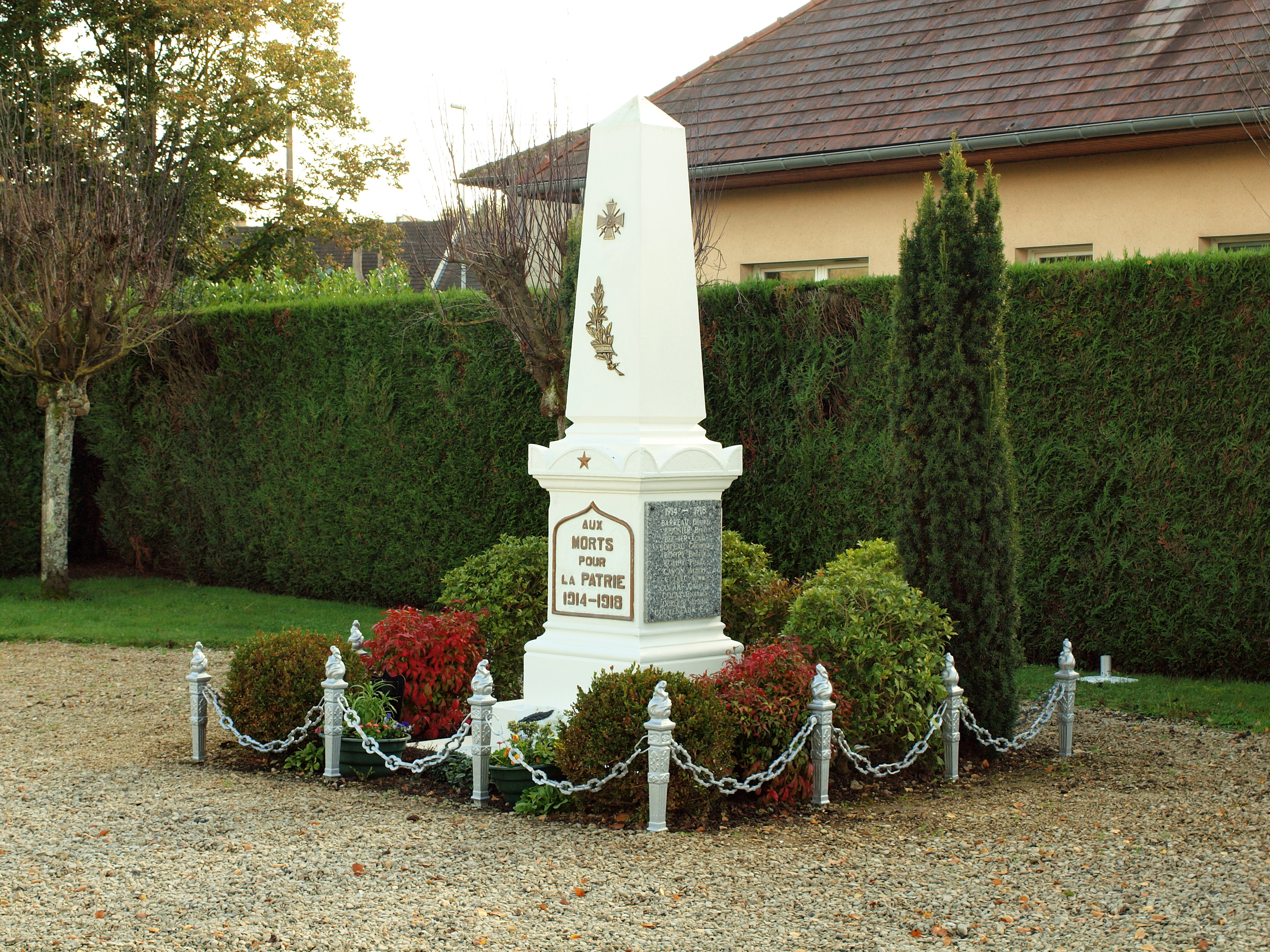
Gefallenendenkmal

- Kirche Saint-Leu
- Gutshof La Tuêterie
- Schule
- Gefallenendenkmal

## Weinbau
Die Reben in Chierry gehören zum Weinbaugebiet Champagne, Großregion Vallée de la Marne, Unterregion Région est de Château-Thierry. Die Hauptsorte in Chierry ist der Burgunder Schwarzriesling.